# Ministerio del Interior de Lituania
El Ministerio del Interior de Lituania (en lituano: Lietuvos Respublikos vidaus reikalų ministerija) es uno de los 14 ministerios del Gobierno de Lituania. Tiene su sede en la capital, Vilna. Sus operaciones están autorizadas por la Constitución de la República de Lituania, los decretos emitidos por el Presidente y el Primer Ministro, y las leyes aprobadas por el Seimas (Parlament). Se encarga de la supervisión de la seguridad pública, protección de fronteras, control de la migración, respuesta de emergencia, administración pública y la gobernanza así como la administración pública local y regional y sus iniciativas de desarrollo. Desde el 13 de diciembre de 2016 su ministro es Eimutis Misiūnas en calidad de independiente.

## Lista de ministros
|    | Nombre                         | Periodo                 |
| -- | ------------------------------ | ----------------------- |
| 1  | Marijonas Misiukonis           | 17-03-1990 – 13-01-1992 |
| 2  | Petras Valiukas                | 13-01-1992 – 2-12-1992  |
| 3  | Romasis Vaitiekūnas            | 12-12-1992 – 23-02-1996 |
| 4  | Virgilijus Vladislovas Bulovas | 23-02-1996 – 4-12-1996  |
| 5  | Vidmantas Žiemelis             | 4-12-1996 – 1-06-1999   |
| 6  | Stasys Šedbaras                | 22-05-1998 – 1-06-1999  |
| 7  | Česlovas Blažys                | 1-06-1999 – 27-10-2000  |
| 8  | Vytautas Markevičius           | 27-10-2000 – 4-7-2001   |
| 9  | Juozas Bernatonis              | 14-07-2001 – 13-05-2003 |
| 10 | Virgilijus Vladislovas Bulovas | 13-05-2003 – 29-11-2004 |
| 11 | Gintaras Jonas Furmanavičius   | 29-11-2004 – 6-07-2006  |
| 12 | Raimondas Šukys                | 6-07-2006 – 17-12-2007  |
| 13 | Regimantas Čiupaila            | 17-12-2007 – 28-11-2008 |
| 14 | Raimundas Palaitis             | 28-11-2008 – 25-03-2012 |
| 15 | Artūras Melianas               | 16-04-2012 – 13-12-2012 |
| 16 | Dailis Alfonsas Barakauskas    | 13-12-2012 – 30-10-2014 |
| 17 | Saulius Skvernelis             | 5-11-2014 – 13-4-2016   |
| 18 | Tomas Žilinskas                | 14-4-2016 – 13-12-2016  |
| 19 | Eimutis Misiūnas               | 13-12-2016 – 2020       |
| 26 | Vladislav Kondratovič          | 4-12-2024 –             |